# Bolinao
Bolinao is een gemeente in de Filipijnse provincie Pangasinan op het eiland Luzon. Bolinao is gelegen op de punt van het schiereiland in het westen van de provincie met in het westen de Zuidchinese Zee en in het oosten de Golf van Lingayen. Bij de laatste census in 2007 had de gemeente bijna 70 duizend inwoners.

## Geografie

### Bestuurlijke indeling
Bolinao is onderverdeeld in de volgende 30 barangays:
| - Arnedo - Balingasay - Binabalian - Cabuyao - Catuday - Catungi - Concordia - Culang - Dewey - Estanza - Germinal - Goyoden - Ilogmalino - Lambes - Liwa-liwa | - Lucero - Luciente 1.0 - Luciente 2.0 - Luna - Patar - Pilar - Salud - Samang Norte - Samang Sur - Sampaloc - San Roque - Tara - Tupa - Victory - Zaragoza |

## Demografie
Bolinao had bij de census van 2007 een inwoneraantal van 69.568 mensen. Dit zijn 8.500 mensen (13,9%) meer dan bij de vorige census van 2000. De gemiddelde jaarlijkse groei komt daarmee uit op 1,81%, hetgeen lager is dan het landelijk jaarlijks gemiddelde over deze periode (2,04%).
De lokale bevolkingsgroep heet eveneens Bolinao en heeft een gelijknamige taal, die tot de Sambaltalen behoort en ongeveer 50,000 sprekers telt. Bolinao wordt voornamelijk gesproken in de gemeentes Bolinao en Anda. Ilocano en Filipijns/Tagalog wordt eveneens veel gesproken, en de meeste mensen verstaan en spreken eveneens Engels. Veel jongeren prefereren Tagalog en Engels boven Bolinao, waardoor deze taal bedreigd wordt.

## Wetenschap
Bolinao bezit een onderzoekscentrum voor zeeleven, het Bolinao Marine Laboratory (BML). Dit is gelieerd aan het Marine Science Institute, dat op zijn beurt deel uitmaakt van de University of the Philippines. Het BML wordt bemand door Filipijnse en buitenlandse wetenschappers en is ook voor het publiek toegankelijk.

## Toerisme
Bolinao heeft een aantal toeristische bezienswaardigheden. De belangrijkste hiervan zijn de stranden en watervallen, de Enchanted Cave waar men in een onderaards meer kan zwemmen, en de vuurtoren van Cape Bolinao. 

## Geschiedenis
In 1324 zou de Italiaanse Franciscanermonnik Odoric van Pordenone de eerste mis in de Filipijnen hebben gehouden en de eerste Filipino's hebben gedoopt op de plaats waar nu Bolinao ligt, hetgeen op een plaquette voor de plaatselijke kerk vermeld wordt. Dit wordt echter door William Henry Scott betwist. Hoe het ook zij, in 1575 arriveerden de Spanjaarden en werd volgens de overlevering de stad Bolinao door Pedro Lombini gesticht. Hiermee zou de regio ook definitief gekerstend worden.
De naam Bolinao zou afkomstig zijn van de naam van een bepaalde boomsoort die er weelderig groeide in de Ilocanotaal. De plaats zou aanvankelijk op Santiago-eiland zijn gelegen. In 1609 werd de stad in zijn geheel naar de huidige locatie verplaatst wegens aanvallen door piraten. In 1824 werd het eiland Anda afgescheiden van Bolinao als zelfstandige gemeente.
In januari 1945 werd Bolinao van de Japanse bezetting bevrijd, toen de geallieerden in de Slag om Luzon met een machtsvertoon van 70 oorlogsschepen in de Golf van Lingayen verschenen en troepen aan land zetten in Pangasinan. De Australische, Amerikaanse en Filipijnse troepen werden geholpen door lokale verzetsstrijders.